# Michaelskapelle (Meckenheim-Merl)

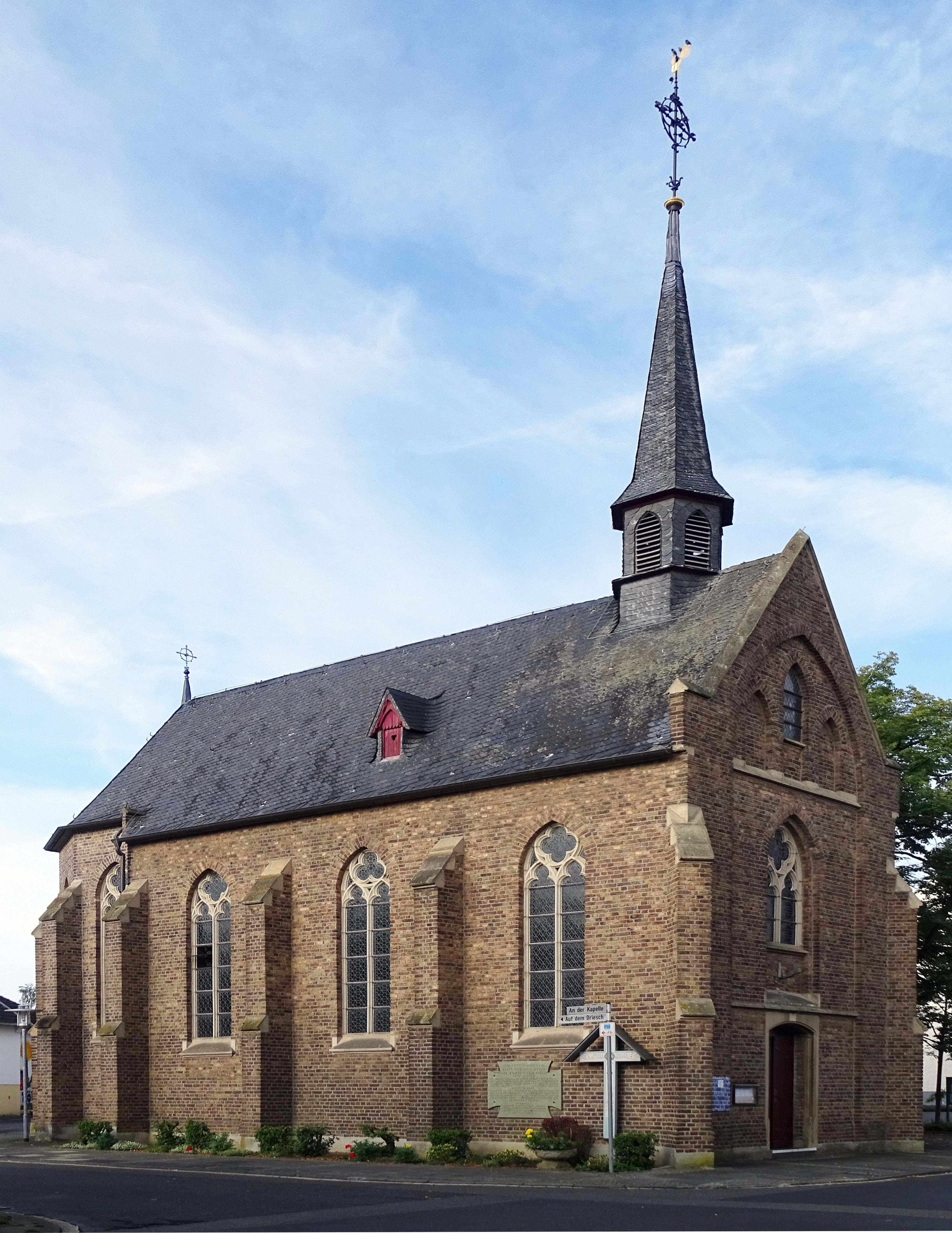
Kapelle St. Michael 2019

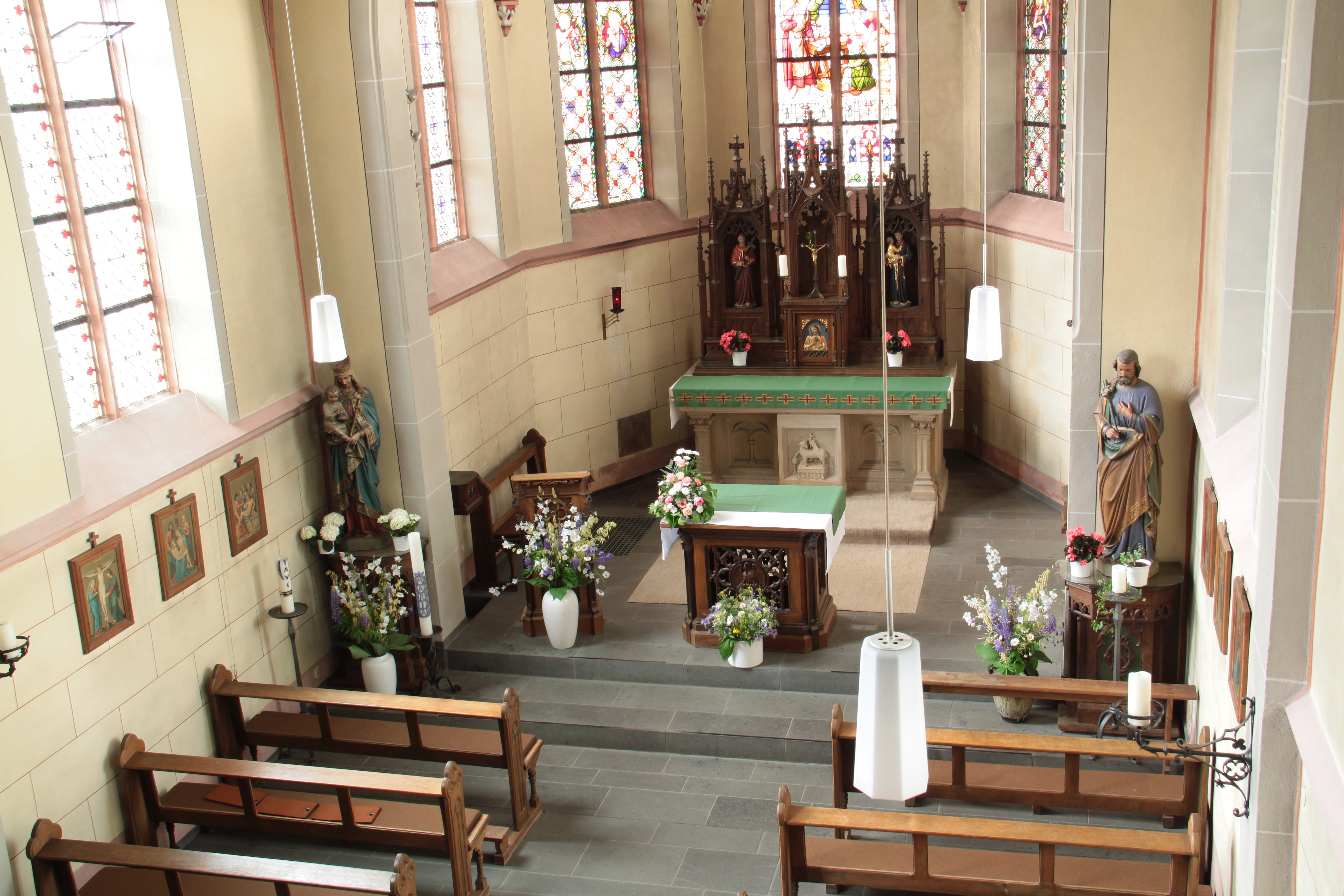
Innenraum der Kapelle, 2012

Die römisch-katholische Kapelle St. Michael im Meckenheimer Ortsteil Merl ist ein denkmalgeschütztes Kirchengebäude vom Beginn des 20. Jahrhunderts. Die Kapelle gehört zur katholischen Pfarreiengemeinschaft Meckenheim im Kreisdekanat Rhein-Sieg-Kreis des Erzbistums Köln.

## Geschichte
Im Jahr 1690 finanzierte das in Merl lebende Ehepaar Michael und Anna Wüllens, geb. Hullens, den Bau einer Kapelle auf Fachwerkbasis. Ein 1707 anlässlich des Todes von Wüllens’ gefertigtes Steinkreuz befindet sich an der Außenmauer der heutigen Kapelle. Die erste Kapelle wurde am 4. April 1899 abgebrochen, um einem steinernen Neubau Platz zu machen. Am 2. Juli 1899 wurde der Grundstein für das neue Gebäude gelegt. Die Kapelle wurde nach Plänen des Architekten Anton Becker aus Bonn errichtet. Sie ist im neugotischen Stil gehalten und mit einem Kreuzrippengewölbe ausgestattet. Der ebenfalls neugotische Schnitzaltar steht auf einer Sandsteinmensa, in deren Mitte sich eine Darstellung des Lamm Gottes befindet. Die Kapelle wurde am 10. Juni 1900 geweiht und trägt das Patrozinium des Erzengels Michael. Die Bevölkerung bezeichnete das Gotteshaus fortan als den „Merler Dom“. Die Kapelle wird bis heute regelmäßig für den Gottesdienst genutzt.
Am 4. August 1971 reichte der zuständige Kirchenvorstand beim Erzbistum Köln einen Antrag zum Bau einer größeren Kirche ein, da die Bevölkerung im Stadtteil Merl stark anwuchs. Der Neubau verzögerte sich wegen finanzieller Probleme. Am 8. Dezember 1985 wurde die neue Merler Pfarrkirche am Zypressenweg, ebenfalls mit dem Patrozinium des heiligen Michael, durch Weihbischof Josef Plöger geweiht.

## Kirchenfenster
Die zwölf Kirchenfenster der Kapelle sowie die zwei der Sakristei wurden im Jahr 1900 von dem Unternehmen des Glasbauers Wilhelm Derix mit Antik-, Kathedralglas, Blei und Schwarzlot ausgeführt. Vorwiegend zeigen die Fenster Ornamente, zwei Fenster enthalten Medaillons: Aloisius von Gonzaga und Agnes von Rom (Stifterinschrift: Geschenk der Jünglinge u. Jungfrauen von Merl) sowie Johannes der Täufer und Katharina von Alexandrien. Zwei weitere Fenster beinhalten biblische Motive: Herz Jesu (im Maßwerk) und Die Heilige Familie mit dem Heiligen Michael (ebenfalls im Maßwerk).

## Orgeln
Im Neubau der Kapelle aus dem Jahr 1900 wurde zunächst die Orgel aus dem Vorgängerbau verwendet. Sie wurde 1908 durch eine neue Orgel mit pneumatischer Taschenlade nach Friedrich Witzig von Johannes Klais Senior ersetzt. 1962 wurde diese Orgel aufgegeben, provisorisch wurde eine elektronische Orgel eingesetzt. Im Jahr 1988 wurde eine neue Orgel bei Klais in Auftrag gegeben und 1990 eingebaut. Die hinterspielige Brüstungsorgel ist ein einmanualiges Instrument mit neun Registern, auf der Empore mittig aufgestellt.

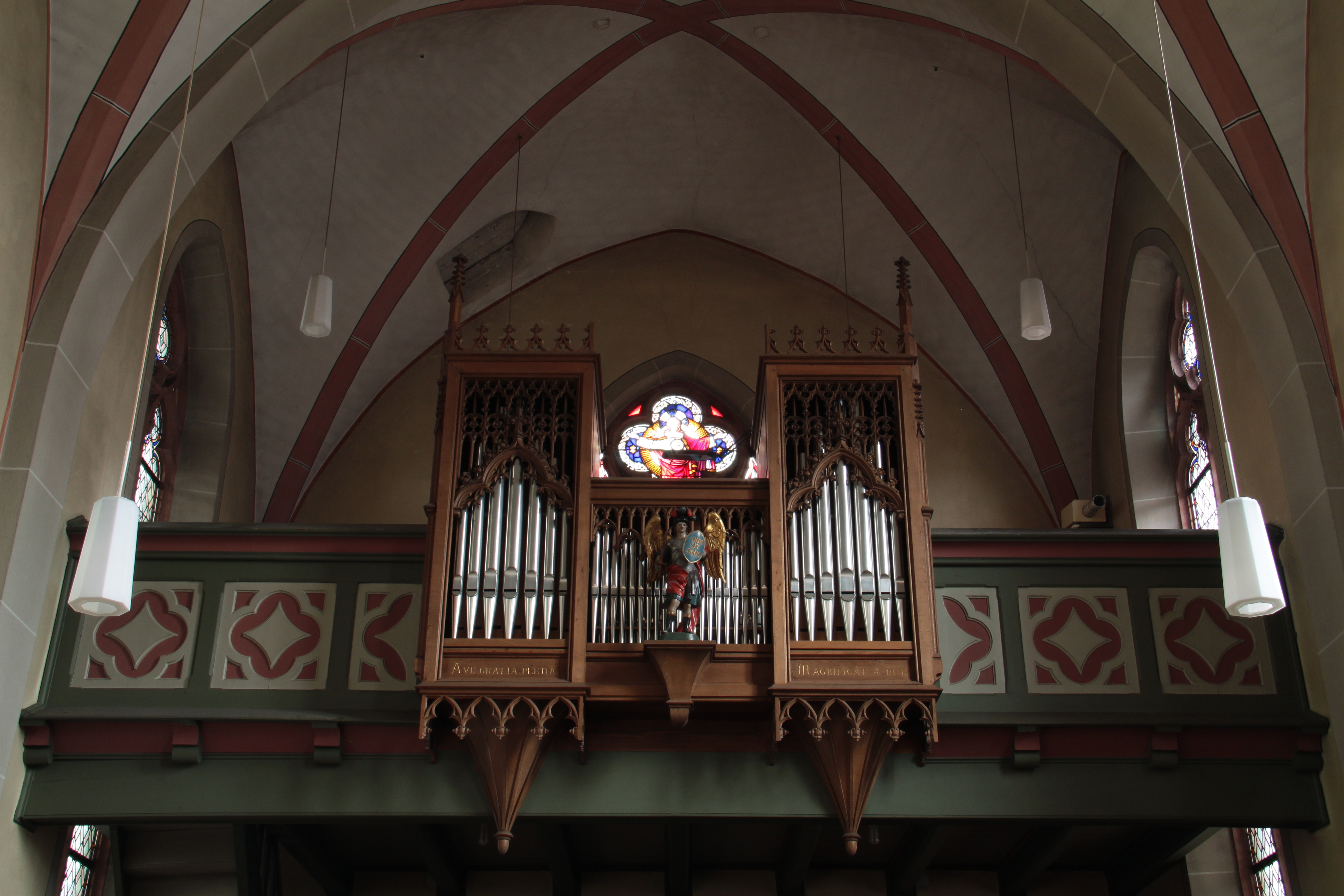
Die Klais-Orgel aus dem Jahr 1990

### Klais-Orgel von 1908 (Aufgabe 1962)
| Manual C–g3 |    |                  |
| Principal   | 8′ | Bass im Prospekt |
| Flauto      | 8′ |                  |
| Salicional  | 8′ |                  |
| Aeoline     | 8′ |                  |
| Octave      | 4′ |                  |

| Pedal C–d1 |     |
| Subbass    | 16′ |

Koppel: I/P

### Klais-Orgel von 1990
| Manual C–g3 |        |
| Bordun      | 8′     |
| Flautravers | 8′     |
| Praestant   | 4′     |
| Rohrflaut   | 4′     |
| Quinte      | 2 ⁄3′  |
| Flageolet   | 2′     |
| Terz        | 1 3⁄5′ |
| Mixtur III  | 1′     |

| Pedal C–c1 |     |
| Dulcian    | 16′ |

## Sonstiges

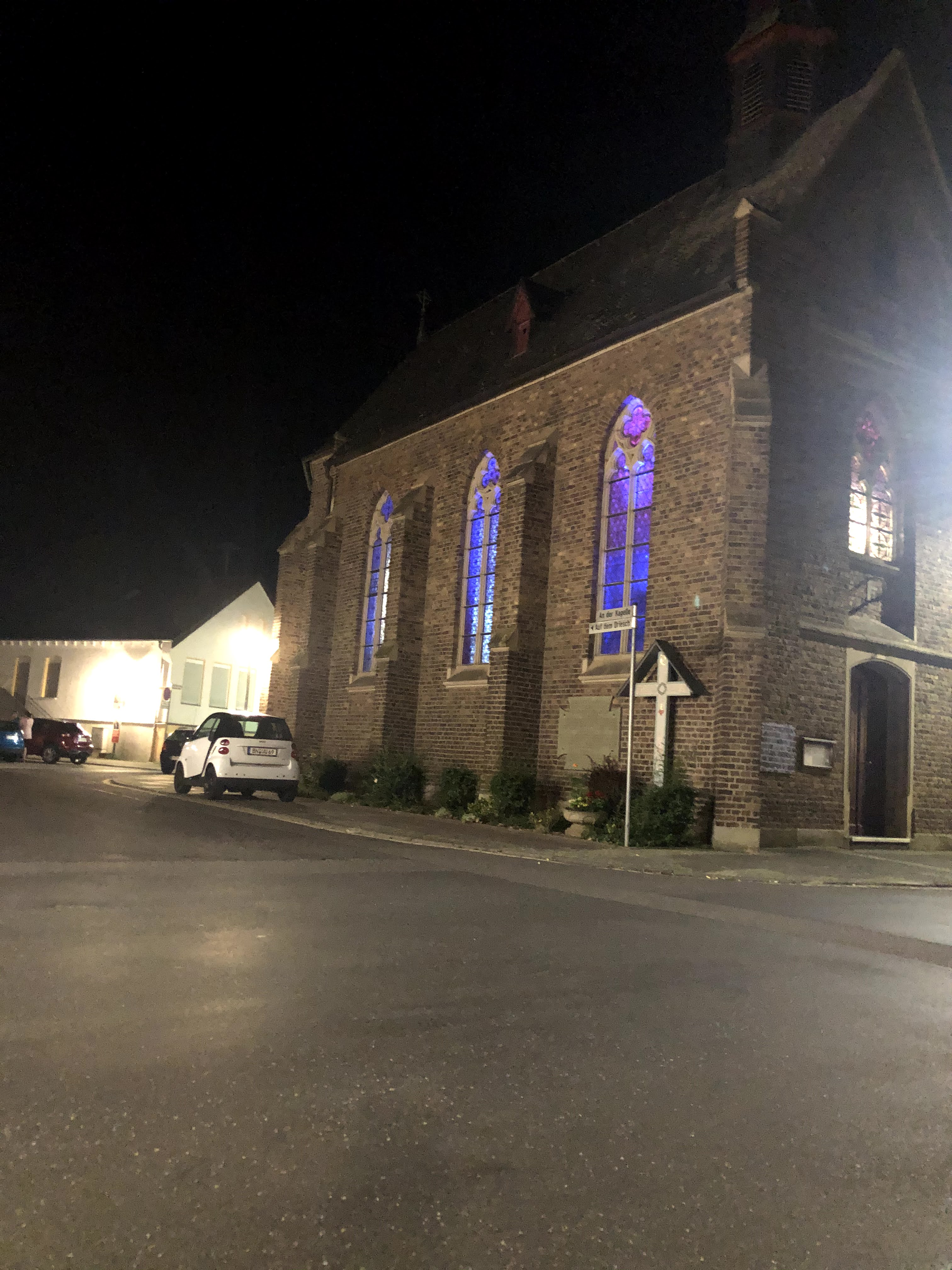
Beleuchte Kirche im Herbst 2020

Im Herbst 2020 war in den Fenstern der Kapelle als „besondere Aktion in der Corona-Krise“ eine Licht-Installation von Rafael Buttlies zu sehen. Die Aktion stand unter dem Namen „Hoffnung des Lichts“.